# チムニーロック国立史跡

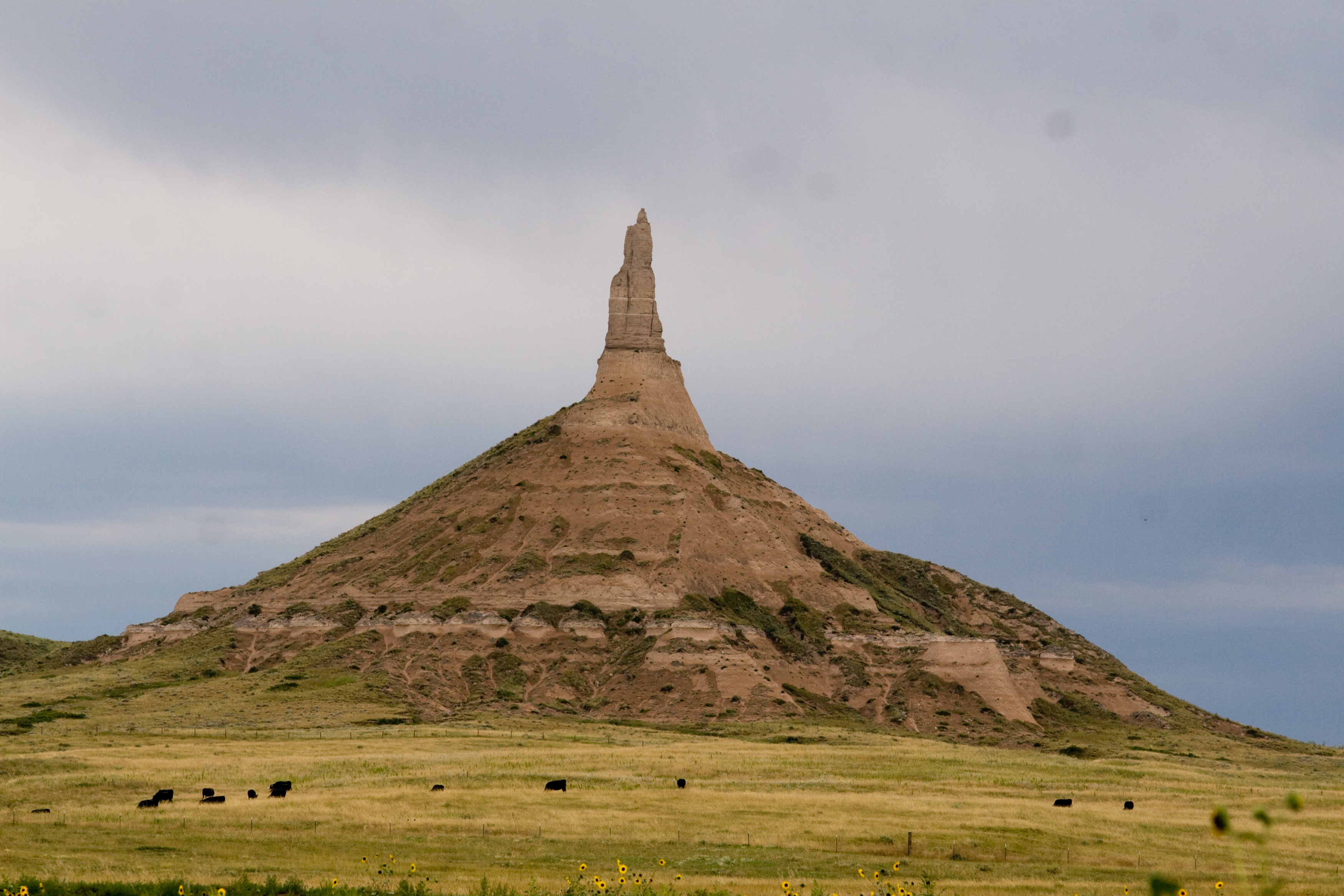
チムニーロック（2009年）

チムニーロック（Chimney Rock）とは、アメリカ合衆国ネブラスカ州西部のモリル郡にある奇岩。ノースプラット川渓谷の最中にあり、標高1228m。19世紀半ばには、北側を通るオレゴン・トレイルやカリフォルニア・トレイル、モルモン・トレイル沿いのランドマークとされた。合衆国国道26号線の東側からは、何マイルも離れた所から見る事が可能。

## 歴史
ジョシュア・ピルチャーが1827年に記したのが最初とされる。当時毛皮貿易のため、ノースプラット川からグレートソルト湖に向かう途中であった。非先住民族の発見者としては、1813年に太平洋から東へと旅をしていたロバート・ステュアートの一団が有力。
何れにせよ、これ以後多くの旅行記に記録されるに至った。「チムニーロック」という名称は、初期の毛皮商人の間から生まれたとされるが、これに落ち着くまでには、チムリーロック、チムニータワー或いはエルクスピークなど、多種多様な名前で呼ばれる事となる。
当時のスケッチや絵画、文献の他、1897年に撮影された写真に基づけば、入植者が最初に見た頃の方が高い事が分かるが、浸食や落雷により次第に低くなってゆく。就中1992年の落雷の際には、岩の先端部分の一部が崩落、旅行者のビデオカメラにその一部始終が収められた。

## 地質
主として火山灰や砂岩を含む粘土から構成。ただ、先端付近の堅固な砂岩層が岩自体を保護する役割を果たす。ノースプラット渓谷の絶壁が浸食された名残から、周辺より約87m高い所にある。

## 現在
1956年8月9日国立史跡に登録。現在は国立公園局の管轄下にあるが、ネブラスカ州立歴史協会が管理運営を行う。チムニーロックや遥か西にあるインディペンデンスロックは、オレゴン・トレイル沿いにある二大名所とされる。20マイル北西のネブラスカ州道92号線沿いには、スコッツブラフナショナル・モニュメントが所在。
1989年開催の第13回アメリカ横断ウルトラクイズ（日本テレビ系）の第12チェックポイントで来訪、「爆走!!コンボイリレークイズ」を実施。
2006年3月1日、ネブラスカ州25セント硬貨が発行されるが、その意匠にはチムニーロックを背に西に向かう幌馬車が描かれるなど、今もって州を代表する名所として名高い。